# يان ستيوارت (لاعب كرة قاعدة)
يان ستيوارت (بالإنجليزية: Ian Stewart)‏ هو لاعب كرة قاعدة أمريكي، ولد في 5 أبريل 1985 في لونغ بيتش في الولايات المتحدة.

## وصلات خارجية
- يان ستيوارت على موقع دوري كرة القاعدة الرئيسي (الإنجليزية)
- يان ستيوارت على موقعبيزبول رفرنس.كوم (الدوري الرئيسي) (الإنجليزية)
- يان ستيوارت على موقعبيزبول رفرنس.كوم (الدوري الثانوي) (الإنجليزية)
- يان ستيوارت على موقع إي إس بي إن.كوم (أم.أل.بي) (الإنجليزية)
- يان ستيوارت على موقع مشجعي الرسوم البيانية (الإنجليزية)